# Roberto Acuña
Pour les articles homonymes, voir Acuña.
Roberto Miguel Acuña Cabello, plus connu sous le nom de Roberto Acuña, né le 25 mars 1972 à Avellaneda en Argentine, est un footballeur paraguayen.
Il joua au poste de milieu de terrain avec l'équipe du Paraguay et termine sa carrière pour le club de 12 de Octubre FC. Il prend sa retraite sur un titre de champion de D2 en 2014.
Après quelques semaines de retraite, il est "invité" au Beach soccer par son père, dirigeant à la fédération de son pays d'adoption.

## Biographie
Après riche carrière, conclue largement à plus de 40 ans, il s'engage en faveur du Garden Club et s'adonne au Beach soccer, pour le plaisir. Il devient international et champion du Paraguay dès sa première saison avec le Garden Club et décide de poursuivre l'aventure.

## Carrière

### En club
- 1993-1994 : Argentinos Juniors -  Argentine
- 1994-1995 : Boca Juniors -  Argentine
- 1995-1997 : Independiente -  Argentine
- 1997-2002 : Real Saragosse -  Espagne
- 2002-déc. 2006 : Deportivo La Corogne -  Espagne
  - 2003-2004 : Elche CF -  Espagne (prêt)
  - 2004-déc. 2004 : Al Ain Club -  (prêt)
- jan. 2007-2007 : CA Rosario Central -  Argentine
- 2007-déc. 2008 : Olimpia Asuncion -  Paraguay
- jan. 2009-déc. 2012 : Club Rubio Ñu -  Paraguay
- depuis jan. 2013 : 12 de Octubre FC -  Paraguay

### En équipe nationale
Il fait ses débuts internationaux en mars 1993 contre l'équipe de Bolivie.
Acuña participe à trois Coupes du monde avec le Paraguay : la Coupe du monde 1998, puis la Coupe du monde 2002 et enfin la Coupe du monde 2006.

## Statistiques

### En sélection nationale
| Saison                | Sélection             | Phases finales        | Phases finales | Phases finales | Phases finales | Éliminatoires CDM | Éliminatoires CDM | Éliminatoires CDM | Matchs amicaux | Matchs amicaux | Matchs amicaux | Total | Total | Total |
| Saison                | Sélection             | Compétition           | M              | B              | Pd             | M                 | B                 | Pd                | M              | B              | Pd             | M     | B     | Pd    |
| --------------------- | --------------------- | --------------------- | -------------- | -------------- | -------------- | ----------------- | ----------------- | ----------------- | -------------- | -------------- | -------------- | ----- | ----- | ----- |
| 1992-1993             | Paraguay              | Copa América 1993     | 1              | 0              | 0              | -                 | -                 | -                 | 3              | 0              | 0              | 4     | 0     | 0     |
| 1993-1994             | Paraguay              | -                     | -              | -              | -              | 6                 | 0                 | 0                 | -              | -              | -              | 6     | 0     | 0     |
| 1994-1995             | Paraguay              | Copa América 1995     | 4              | 0              | 0              | -                 | -                 | -                 | 4              | 1              | 0              | 8     | 1     | 0     |
| 1995-1996             | Paraguay              | -                     | -              | -              | -              | 2                 | 0                 | 0                 | 3              | 0              | 0              | 5     | 0     | 0     |
| 1996-1997             | Paraguay              | Copa América 1997     | 4              | 1              | 0              | 10                | 1                 | 0                 | 2              | 0              | 0              | 16    | 2     | 0     |
| 1997-1998             | Paraguay              | Coupe du monde 1998   | 4              | 0              | 0              | 3                 | 0                 | 0                 | 8              | 1              | 0              | 15    | 1     | 0     |
| 1998-1999             | Paraguay              | Copa América 1999     | 4              | 0              | 0              | -                 | -                 | -                 | 2              | 0              | 0              | 6     | 0     | 0     |
| 1999-2000             | Paraguay              | -                     | -              | -              | -              | 6                 | 0                 | 2                 | 3              | 0              | 0              | 9     | 0     | 2     |
| 2000-2001             | Paraguay              | Copa América 2001     | -              | -              | -              | 6                 | 1                 | 0                 | -              | -              | -              | 6     | 1     | 0     |
| 2001-2002             | Paraguay              | Coupe du monde 2002   | 4              | 0              | 0              | 3                 | 0                 | 0                 | 1              | 0              | 0              | 8     | 0     | 0     |
| 2002-2003             | Paraguay              | -                     | -              | -              | -              | -                 | -                 | -                 | 2              | 0              | 1              | 2     | 0     | 1     |
| 2005-2006             | Paraguay              | Coupe du monde 2006   | 3              | 0              | 0              | 3                 | 0                 | 0                 | 6              | 0              | 0              | 12    | 0     | 0     |
| 2006-2007             | Paraguay              | Copa América 2007     | -              | -              | -              | -                 | -                 | -                 | 1              | 0              | 0              | 1     | 0     | 0     |
| 2010-2011             | Paraguay              | Copa América 2011     | -              | -              | -              | -                 | -                 | -                 | 2              | 0              | 0              | 2     | 0     | 0     |
| Total sur la carrière | Total sur la carrière | Total sur la carrière | 24             | 1              | 0              | 39                | 2                 | 2                 | 37             | 2              | 1              | 100   | 5     | 3     |

## Palmarès
- 100 sélections et 5 buts avec l'équipe du Paraguay entre 1993 et 2011
- Vainqueur de la Recopa Sudamericana en 1996
- Vainqueur de la Copa del Rey en 2001